# Vidbir 2022
La sesta edizione di Vidbir si è svolta il 12 febbraio 2022 e ha selezionato il rappresentante dell'Ucraina all'Eurovision Song Contest 2022 a Torino, in Italia.
La vincitrice è stata Alina Paš con Shadows of Forgotten Ancestors. Tuttavia, quattro giorni dopo, in seguito a una controversia riguardante un suo viaggio nel territorio conteso della Crimea nel 2015, illegale per la legge ucraina in quanto è entrata dal confine con la Russia, la cantante ha rinunciato alla sua partecipazione eurovisiva. Il 22 febbraio 2022 è stata annunciata la decisione dell'emittente ucraina di selezionare i secondi arrivati, la Kalush Orchestra con Stefania, come rappresentanti ucraini a Torino, che vinceranno poi l'edizione.

## Organizzazione
L'emittente ucraina Nacional'na Suspil'na Teleradiokompanija Ukraïny (UA:PBC) ha confermato la partecipazione dell'Ucraina all'Eurovision Song Contest 2022 il 18 giugno 2021. Nel mese d'agosto, l'emittente ha annunciato la cessazione della sua partnership con la rete televisiva privata STB (con la quale organizzava Vidbir dal 2016) e di essere alla ricerca di un'altra emittente per cooperare su un nuovo format per la selezione del rappresentante nazionale. Tuttavia, l'8 ottobre 2021, citando difficoltà nella scelta, UA:PBC ha annunciato di aver optato per il ritorno della 6ª edizione di Vidbir, la cui ultima edizione si era svolta nel 2020. Il 14 dicembre 2021 l'emittente ha aperto la possibilità agli aspiranti partecipanti di inviare i propri brani entro il 10 gennaio successivo.
La competizione si è tenuta in un'unica serata il 12 febbraio 2022 e ha visto 8 artisti sfidarsi per la possibilità di rappresentare l'Ucraina all'Eurovision Song Contest 2022. I risultati sono stati decretati da una combinazione di voto della giuria e televoto.

### Giuria
La giuria è stata composta da:
- Tina Karol', cantante e rappresentante dell'Ucraina all'Eurovision Song Contest 2006
- Jamala, cantante e vincitrice dell'Eurovision Song Contest 2016
- Jaroslav Lodyhin, produttore televisivo e rappresentante di UA:PBC

## Partecipanti
UA:PBC ha selezionato dapprima i 27 artisti con le canzoni migliori tra le 284 proposte ricevute, e con una seconda scrematura ha selezionato gli 8 finalisti, annunciati il 24 gennaio 2022. Laud, inizialmente confermato come uno dei partecipanti con Head Under Water, è stato squalificato lo stesso giorno poiché il suo brano era già stato pubblicato due anni prima dal cantante olandese, nonché compositore del pezzo, Daniel Boting; è stato sostituito da Barleben con Hear My Words.
| Artista          | Titolo                         | Lingua           | Compositori                                                              |
| ---------------- | ------------------------------ | ---------------- | ------------------------------------------------------------------------ |
| Alina Paš        | Shadows of Forgotten Ancestors | Ucraino, inglese | Alina Paš, Taras Bazeev                                                  |
| Barleben         | Hear My Words                  | Inglese          | Andrij Barleben, Christina Hrom'jak                                      |
| Cloudless        | All Be Alright                 | Inglese          | Anton Panfilov, Jurij Kanaloš, Mychajlo Šatochin                         |
| Kalush Orchestra | Stefania                       | Ucraino          | Ihor Didenčuk, Ivan Klymenko, Oleh Psjuk, Tymofij Muzyčuk, Vitalij Dužyk |
| Laud             | Head Under Water               | Inglese          | Daniel Boting                                                            |
| Michael Soul     | Demons                         | Inglese          | Michail Sosunov, Vladislav Paškevič, Andrij Katikov, Il'ja Paljakoŭ      |
| Our Atlantic     | Moja ljubov                    | Ucraino          | Viktor Bajda, Dmytro Bakal                                               |
| Roxolana         | Girlzzzz                       | Inglese, ucraino | Roksoljana Syrota, Mychajlo Hajdaj                                       |
| Wellboy          | Nozzy Bossy                    | Inglese, ucraino | Anton Vel'boj, Serhij Jurov, Stepan Olijnyk, Ėvhen Harbarenko            |

## Finale
La finale si è svolta il 12 febbraio 2022 presso gli studi televisivi di UA:PBC di Kiev. L'ordine di uscita è stato reso noto il 10 febbraio 2022.
A vincere il voto della giuria e il televoto sono stati rispettivamente Alina Paš e la Kalush Orchestra; in seguito della somma delle votazioni Alina Paš è stata proclamata vincitrice.
| # | Artista          | Titolo                         | Punteggio | Punteggio | Punteggio | Punteggio | Punteggio | Posizione |
| # | Artista          | Titolo                         | Giuria    | Giuria    | Televoto  | Televoto  | Totale    | Posizione |
| - | ---------------- | ------------------------------ | --------- | --------- | --------- | --------- | --------- | --------- |
| 1 | Cloudless        | All Be Alright                 | 5         | 1         | 3 410     | 4         | 5         | 7         |
| 2 | Michael Soul     | Demons                         | 7         | 2         | 1 239     | 1         | 3         | 8         |
| 3 | Our Atlantic     | Moja ljubov                    | 15        | 5         | 1 605     | 2         | 7         | 6         |
| 4 | Barleben         | Hear My Words                  | 14        | 4         | 2 740     | 3         | 7         | 5         |
| 5 | Kalush Orchestra | Stefania                       | 16        | 6         | 38 634    | 8         | 14        | 2         |
| 6 | Roxolana         | Girlzzzz                       | 10        | 3         | 5 034     | 5         | 8         | 4         |
| 7 | Wellboy          | Nozzy Bossy                    | 19        | 7         | 5 646     | 6         | 13        | 3         |
| 8 | Alina Paš        | Shadows of Forgotten Ancestors | 22        | 8         | 19 535    | 7         | 15        | 1         |

| Brano                          | T. Karol' | Jamala | J. Lodyhin | Totale |
| ------------------------------ | --------- | ------ | ---------- | ------ |
| All Be Alright                 | 3         | 1      | 1          | 5      |
| Demons                         | 1         | 2      | 4          | 7      |
| Moja ljubov                    | 4         | 5      | 6          | 15     |
| Hear My Words                  | 5         | 7      | 2          | 14     |
| Stefania                       | 7         | 6      | 3          | 16     |
| Girlzzzz                       | 2         | 3      | 5          | 10     |
| Nozzy Bossy                    | 8         | 4      | 7          | 19     |
| Shadows of Forgotten Ancestors | 6         | 8      | 8          | 22     |

## Controversie
In seguito alla vittoria di Alina Paš alla selezione ucraina, l'attivista e blogger Serhij Sternenko ha accusato l'artista di essere entrata nel territorio conteso della Crimea attraverso il confine russo, illegale secondo la legge ucraina, accusandola inoltre di aver falsificato la sua documentazione di viaggio con il suo staff per poter partecipare alla selezione.
In merito a queste accuse, l'emittente UA:PBC ha comunicato di aver contattato il Servizio di Guardia della Frontiera Ucraina (SBGS) per verificare l'autenticità della documentazione e che Alina Paš non sarebbe stata confermata come rappresentante nazionale fino alla fine delle indagini. Dopo che è stato scoperto che un membro dello staff dell'artista aveva consegnato all'emittente una documentazione falsificata, il 16 febbraio 2022 Alina Paš ha annunciato, attraverso il suo profilo Instagram, di aver ritirato la sua candidatura come rappresentante nazionale. UA:PBC ha dichiarato che, in base al regolamento della selezione, l'emittente avrebbe selezionato internamente un nuovo rappresentante nazionale tra i restanti artisti partecipanti alla selezione. Il 22 febbraio 2022 l'emittente ha annunciato di aver selezionato la Kalush Orchestra, che si è classificata seconda nella selezione, come rappresentante nazionale per la manifestazione europea.